# Kolbeinn Sigþórsson
Kolbeinn Sigþórsson, född 14 mars 1990, är en isländsk före detta fotbollsspelare. Sigþórsson har representerat det isländska landslaget vid flera tillfällen.

## Klubbkarriär
Den 2 juli 2015 värvades Sigþórsson av Nantes, där han skrev på ett femårskontrakt. Den 31 mars 2019 värvades Sigþórsson av AIK, där han skrev på ett treårskontrakt. Under sin tid i klubben gjorde Sigþórsson 35 matcher och 5 mål. 
Den 27 januari 2021 presenterades Sigþórsson som spelare för IFK Göteborg, där han skrev på ett ettårskontrakt.
Under året berättade en kvinna att hon utsatts för sexuellt ofredande av en isländsk landslagsspelare som senare skulle visa sig vara Sigthorsson. Nyheten tvingade IFK Göteborg att ta avstånd från beteendet och klubbens supportrar uttryckte sitt missnöje med banderoller på klubbens träningsanläggning, med budskap som uppmanande IFK att riva kontraktet med Sigthorsson.
Sigþórsson lämnade klubben efter säsongen 2021 i samband med att hans kontrakt gick ut.

## Landslagskarriär
Sigþórsson var en del av det isländska landslaget i EM 2016 och sänkte England med sitt 2-1 mål. Det isländska landslaget leddes vid denna tiden av den svenske förbundskaptenen Lars Lagerbäck som basade för det norska herrlandslaget till 3 december 2020.